# Kanal Lokal Skåne
Kanal Lokal Skåne var en TV-kanal som sände lokalt över Skåne. Den ingick i Kanal Lokal-nätverket som ägdes av Lokal-TV Nätverket i Sverige. Kanalen upphörde att sända den 16 januari 2009 efter att moderbolaget begärt sig själva i konkurs
Kanalen hade sitt ursprung i Skånekanalen som under en period sände lokalt i det digitala marknätet i Skåne. Under 2005 inledde personerna bakom kanalen NollEttan i Östergötland en satsning på lokal-TV i andra delar av Sverige. De tog över Skånekanalens utrymme och inledde provsändningar under namnet NollEttan Skåne i maj 2005. Reporter var från start Ann-Charlott Gensler som jobbade på kanalen till dec 2006 och gjorde research och lokala reportage i Skånepatrullen och Skåne Runt.. Den 21 november 2005 bytte kanalen namn till Kanal Lokal Skåne och började sända nyheter från Kvällsposten morgon och kväll varje vardag.
Liksom de övriga Kanal Lokal-kanalerna sände kanalen dygnet runt. Programmen repriserades ofta och blandades med program från dess systerkanaler. Bland de program som sänts på kanalen finns:
- Skåne Direkt/Skåne Idag, ett aktualitetsprogram med Cecilia Reiskog och Tobias Rasmusson. För det redaktionella innehållet stod Cyril Tönisberg och Tobias Rasmusson.
- Skånepatrullen, ett reportagemagasin
- Nyheter från Kvällsposten, lokala nyheter sända från Expressens redaktion i Stockholm. Upphörde när Kanal Lokal bröt sitt samarbete med Expressen i slutet av 2007.
- Skåne i tiden, historiskt program
- Dygnet Runt, nöjesmagasin producerat med Sydsvenskan
- Nya Skåningar
- Trädgårdslust
- Klubb-TV, program om lokala idrottsklubbar
- Tareq's kök
- Musik från söder
- Jägersromagasinet
- Sporten Skåne, sportmagasin.
- Lycka till - med Peter Apelgren (från Kanal Lokal Göteborg)
- Rivstart, tidigare Morgongänget, (från Kanal Lokal Göteborg)